# Коледж (фільм, 1927)
Коледж (англ. College) — американська німа чорно-біла комедія Джеймса Хорна 1927 року.

## Сюжет
Це комедія про старанного студента Рональда, якому його кохана дівчина поставила умову: або ти станеш більш спортивним, або я до тебе ніколи не підійду!

## У ролях
- Енн Корнуолл — дівчина
- Флора Бремлі — її хлопець
- Гарольд Гудвін — конкурент
- Шнітц Едвардс — декан
- Карл Харбо — тренер команди
- Сем Кроуфорд — тренер з бейсболу
- Флоренс Тернер — мати
- Бастер Кітон — син